# Parathyone
Parathyone is een geslacht van zeekomkommers uit de familie Cucumariidae. De wetenschappelijke naam van het geslacht werd in 1957 voorgesteld door Elisabeth Deichmann.

## Soorten
- Parathyone surinamensis (Semper, 1867)
- Parathyone suspecta (Ludwig, 1875)